# Aerion Corporation
Die Aerion Corporation war ein US-amerikanisches Unternehmen, das den Aerion SBJ und Aerion AS2 entwickelte, mit Sitz am 
Flughafen Reno-Tahoe International (ICAO-Code: KRNO) in Reno, Nevada.

## Geschichte
Das Unternehmen wurde im Jahr 2002 als ASSET (Affordable SuperSonic Executive Transport) Corporation von Dr. Richard Tracy gegründet, der selbst einen zehnsitzigen Überschalljet bauen wollte. Im Jahr 2004 wurde das Unternehmen vom texanischen Milliardär Robert M. Bass übernommen und in Aerion Corporation umbenannt.
Am 21. Mai 2021 gab das Unternehmen unerwartet die Einstellung des Geschäftsbetriebes bekannt.
Der Unternehmensname geht zurück auf Areion, ein Wunderpferd in der griechischen Mythologie.

## Produkte
Das Unternehmen arbeitete zuletzt an einem Konzept für ein Überschallflugzeug, Aerion AS2. Der Markt wurde von der Aerion Corporation auf 300 Jets geschätzt. Die Indienststellung der Aerion SBJ wurde für das Jahr 2021[veraltet] erwartet.
Im April 2020 verlautbarte das Unternehmen, das Modell Aerion AS2 in einem Werk am Melbourne International Airport im US-amerikanischen Melbourne (Florida), zu bauen und den Firmensitz dorthin zu verlegen.